# Damir Markota
Damir Markota (Sarajevo, 26 dicembre 1985) è un ex cestista croato con cittadinanza svedese.

## Carriera
Alto 209 cm, gioca come ala grande nel Cibona Zagabria. Nel 2006 è stato selezionato dai Milwaukee Bucks come 59ª scelta al Draft NBA.
Con la Croazia ha disputato i Campionati mondiali del 2014 e tre edizioni dei Campionati europei (2007, 2011, 2013).

## Palmarès
- Campionato croato: 2

Cibona Zagabria: 2005-06, 2018-19
- Campionato lituano: 1

Žalgiris Kaunas: 2007-08
- Coppa di Lituania: 1

Žalgiris Kaunas: 2008
- Coppa di Slovenia: 1

Union Olimpija: 2011
- Coppa di Croazia: 1

Cedevita Zagabria: 2018
- Coppa del Presidente: 1

Beşiktaş: 2012
- Lega Baltica: 1

Žalgiris Kaunas: 2007-08